# (38244) 1999 PD4
(38244) 1999 PD4 est un astéroïde de la ceinture principale d'astéroïdes découvert en 1999.

## Description
(38244) 1999 PD4 a été découvert le 13 août 1999 à l'observatoire Palomar, situé au nord de San Diego en Californie, par John Broughton.

### Caractéristiques orbitales
L'orbite de cet astéroïde est caractérisée par un demi-grand axe de 2,77 ua, un périhélie de 2,49 ua, une excentricité de 0,010 et une inclinaison de 5,83° par rapport à l'écliptique. Du fait de ces caractéristiques, à savoir un demi-grand axe compris entre 2 et 3,2 ua et un périhélie supérieur à 1,666 ua, il est classé, selon la JPL Small-Body Database, comme objet de la ceinture principale d'astéroïdes.

### Caractéristiques physiques
(38244) 1999 PD4 a une magnitude absolue (H) de 14,5 et un albédo estimé à 0,073.